# La voleuse
La voleuse è un film del 1966 diretto da Jean Chapot.